# Joseph Grässl
Joseph Grässl, njemački kartograf i graver koji je djelovao u Gothi sredinom 19. stoljeća. Plodnu suradnju Grässl je ostvario je s poduzetnikom J. Meyerom čiji je Bibliographisches Institut objavljivao zemljovide i atlase među kojima se ističe tzv. „Džepni atlas” (njem. Hand-Atlas). Na Grässlovim radovima pojavljuje se i Hrvatska koja je zajedno s ostalim zemljama Jugoistočne Europe najvjernije prikazana na „Novoj specijalnoj i vojnom zemljovidu europske Turske” iz 1850. godine. Usprkos zajedničkom autorstvu s Meyerom i opsegu opusa, o njegovom životu vrlo je malo poznato.

## Opus
- Geognostische Karte von Central- und West-Europa (1844.)
- Neueste Karte vom Kurfürstenthum Hessen (1844.)
- Die Russischen Ost-See-Provinzen Livland, Ehstland und Kurland (1850.)
- Karte des Thüringer-Wald-Gebirges (1850.)
- Neueste Special & Kriegs-Karte der europäischen Türkey in IV Blättern (1850.)
- Specialkarte der Asiatischen Türkey. 2, Armenien und Theile von Klein-Asien, Syrien & Mesopotamien (1850.)
- Herzogthum Nassau, Landgrafschaft Hessen Homburg und die Freie Stadt Frankfurt (1851.)
- Karte von Iowa (1852.)
- Karte von Wisconsin (1852.)
- Neueste Karte von Mississippi (1852.)
- Großer Hand-Atlas über alle Theile der Erde (1854.)
- Neuste Spezialkarte von Persien (1855.)
- Das Chinesische Reich Mit Seinen Schutz Staaten, Nebst Dem Japanischen Insel Reiche (1856.)
- Karte des Kaukasischen Isthmus (1856.)
- Herzogthum Steyermark (1858.)
- Der Jagst-Kreis und der nördl (1859.)
- Der Neckar-Kreis vom Königreich Würtemberg (1859.)
- Der Schwarzwald-Kreis vom Königreich Würtemberg (1859.)

## Poveznice
- Povijest kartografije

## Vanjske poveznice
- (engl.) David Rumsey: Composite Map by Meyer, Joseph, 1796-1856 and Grassl, J. (Joseph)